# Illacme tobini
Illacme tobini (лат.) — вид двупарноногих многоножек из отряда Siphonophorida, открытый в парке Секвойя в США. Представитель вида был обнаружен в небольшой пещере.

## История открытия
В 2002—2012 годах американскими учёными проводились обследования пещер в парке Секвойя в поисках беспозвоночных. После обнаружения единственного экземпляра этого вида, дополнительные поиски, в ходе которых учёные переворачивали большие камни и изучали лесную подстилку, не дали результатов. Многоножку убили и поместили в спирт, позже удалось выделить её ДНК.

## Название
Вид назван в честь Бена Тобин (англ. Ben Tobin), специалиста по пещерам и гидролога, организовавшего обследование пещер на предмет беспозвоночных, в ходе которого была открыта эта многоножка, и многие другие подобные предприятия.

## Описание
Многоножка Illacme tobini имеет 414 ног, 200 ядовитых желез (механизм действия и состав яда науке неизвестны) и 4 пениса. Описание производилось по единственному обнаруженному самцу, самки этого вида пока не обнаружены.

## Интересный факт
Рекордсменом по количеству ног у многоножек является родственник Illacme tobini Illacme plenipes, у которого их бывает до 750.